# Истод хохлатый
Исто́д хохла́тый (лат. Polýgala comósa) — многолетнее травянистое растение, вид рода Истод (Polygala) семейства Истодовые (Polygalaceae).

## Ботаническое описание

Ботаническая иллюстрация из книги Г. Мейера Flora des Königreichs Hannover (1842)

Многолетнее травянистое растение с тонким корнем и многочисленными простыми стеблями 15—25 см высотой. Листья многочисленные, линейно-ланцетные, очерёдные, на конце островатые, до 3,5 см длиной и 4—5 мм шириной.
Цветки собраны в густые верхушечные кисти, розовые, розово-фиолетовые, редко синие или белые. Прицветники превышают бутоны по длине и образуют хохолок над распускающейся кистью, вскоре опадающие, линейные, заострённые на конце. Цветоножки не более 2 мм длиной, после отцветания удлиняющиеся и дуговидно загибающиеся книзу. Чашелистики в числе 5, внешние три из них 2—3 мм длиной, эллиптически-ланцетные, два внутренние — крылья — увеличенные, лепестковидные, эллиптические, тупые, 5—6 мм длиной и 2,5—3,5 мм шириной. Венчик равен по длине крыльям, из трёх сросшихся лепестков, нижние из которых лодочковидный, на верхушке надрезан. Тычинки в числе 8, в основании сросшиеся в трубку.
Плод — коробочка обратнояйцевидной формы, суженная к основанию. Семена 2,1—2,5×1—1,2 мм, эллиптические, с закруглённой верхушкой, с присемянником, боковые лопасти которого более длинные. Поверхность семян чёрная, гладкая, блестящая, густо волосистая.

## Распространение
Обыкновенный луговой вид в Европе, также заходящий на Кавказ. Встречается на суходольных лугах, в зарослях кустарников, на выходах карбонатов.

## Классификация

### Таксономия
- Polygala comosa Schkuhr, 1796, Bot. Handb. 2: 324

Вид Истод хохлатый относится к роду Истод (Polygala) семейства Истодовые (Polygalaceae) порядка Бобовоцветные (Fabales), который последовательно включается в клады Фабиды → Розиды → Суперрозиды → Эвдикоты → Цветковые растения. Таксономическая схема в соответствии с Системой APG IV по состоянию на декабрь 2023 года:
|  |                          |  |                                   |                                   |                     |  | еще 3 семейства | еще 3 семейства |                    |  |  |  | еще 672 подтвержденных вида и 240 таксонов, ожидающих подтверждения |
|  |                          |  |                                   |                                   |                     |  | еще 3 семейства | еще 3 семейства |                    |  |  |  | еще 672 подтвержденных вида и 240 таксонов, ожидающих подтверждения |
|  |                          |  |                                   | порядок Бобовоцветные             |                     |  |                 |                 | род Истод          |  |  |  |                                                                     |
|  |                          |  |                                   | порядок Бобовоцветные             |                     |  |                 |                 | род Истод          |  |  |  |                                                                     |
|  | клада Цветковые растения |  |                                   |                                   | семейство Истодовые |  |                 |                 | вид Истод хохлатый |  |  |  |                                                                     |
|  | клада Цветковые растения |  |                                   |                                   | семейство Истодовые |  |                 |                 |                    |  |  |  |                                                                     |
|  |                          |  | ещё 63 порядка цветковых растений | ещё 63 порядка цветковых растений |                     |  |                 | еще 28 родов    | еще 28 родов       |  |  |  |                                                                     |
|  |                          |  |                                   | ещё 63 порядка цветковых растений |                     |  |                 |                 | еще 28 родов       |  |  |  |                                                                     |

### Синонимы
- Polygala angustata Schur
- Polygala comosa var. altaica Chodat
- Polygala comosa var. hybrida (DC.) Petelin
- Polygala hybrida DC.
- Polygala lejeunei Boreau
- Polygala mori Opiz
- Polygala podolica DC.
- Polygala vilhelmi Podp.
- Polygala wolfgangiana Besser ex Ledeb.